# Julia van der Meulen
Julia van der Meulen is een Nederlandse mountainbikester uit Almelo (geb. 22 oktober 2005). Ze begon in de jeugd met mountainbiken waar het veldrijden en wegwielrennen bij AWV De Zwaluwen al snel bij kwam. Via het Zwiep Offroad team rijdt Julia nu voor het Stappenbelt‑Specialized team en mag regelmatig mee met Team NL naar internationale UCI-wedstrijden.
Vanaf de jeugd, nieuwelingen en junioren goede uitslagen tijdens de NK’s van het mountainbiken. Nederlands Kampioen XCO 2024 bij de Elite/U23 in Oldenzaal. In 2025 werd ze Nederlands kampioen XCO bij de U23(beloften) in Spaarnwoude en 2e op Nederlands Kampioenschap XCC (Shortrace) in Bladel. 

## Resultaten
2025
- NK Mountainbike XCC, Snelle Wiel, Hapert
- 3 Nations Cup Het Hulsbeek, Oldenzaal

2024
- NK Mountainbike XCO, Het Hulsbeek, Oldenzaal

2023
- NK Mountainbike XCO junioren, 't Loo (Oldebroek)

2022
- NK Mountainbike XCO junioren, Spaarnwoude